# West Quoddy Head
West Quoddy Head, no Parque Estadual Quoddy Head, localizado em Lubec, no estado do Maine, é o ponto mais oriental do território continental dos Estados Unidos. Em 1808, um farol foi construído no local para guiar os navios pelo estreito de Quoddy. A torre atual, com listras vermelhas e brancas, foi construída em 1858 e é uma ajuda ativa à navegação. A lente de Fresnel de 3ª ordem é a única de oito lentes de 3ª ordem ainda em uso na costa do Maine.
O farol foi adicionado ao Registro Nacional de Lugares Históricos como West Quoddy Head Light Station em 4 de julho de 1980.